# Agustina Mamet
Agustina Mamet (* 26. April 1993 in Neuquén) ist eine argentinische Handballspielerin, die vor allem in der Disziplin Beachhandball erfolgreich ist. Seit 2015 ist sie Mitglied der Argentinische Beachhandball-Nationalmannschaft. Mamet besitzt auch die deutsche Staatsangehörigkeit.

## Hallenhandball
Mamet spielte lange für die Mannschaft des Instituto de Formación y Educación Superior (IFES) in Neuquén. Im Oktober 2022 wechselte die zentrale Rückraumspielerin in die erste italienische Liga zu Pallamano Teramo. Bei IFES gehörte sie auch zum Trainerstab des Vereins.

## Beachhandball
Im Beachhandball spielt Mamet als linke Flügelspielerin für IFES Neuquén.

### Nationalmannschaft
Mamet gehört seit 2015 zur Stamm der argentinischen Beachhandball-Nationalmannschaft. In dieser Zeit hat sie an einigen Turnieren teilgenommen und auch größere Erfolge mit der Mannschaft gefeiert, hat sich aber nie einen festen Stammplatz erkämpfen können. Ihre ersten Einsätze für das Nationalteam hatte sie bei den Weltmeisterschaften 2016. In Budapest konnte Argentinien das Turnier weitaus besser als bei seiner ersten Teilnahme zwei Jahre zuvor gestalten und belegte am Ende Rang sieben. Zudem gelang über die Kontinentalmeisterschaft die Qualifikation für die World Games 2017 in Breslau. In Polen gehörte Mamet jedoch ebenso wenig wieder nicht zur argentinischen Mannschaft, die mit dem Gewinn der Silbermedaille ihren größten Erfolg auf Weltebene erreichte, wie bei den Panamerika-Meisterschaften 2018. Es war für die argentinische Mannschaft ein Turnier im Zeichen des Umbruchs, viele der langjährigen Spielerinnen kamen hier das letzte Mal zum Einsatz. Dementsprechend schwach verlief das Turnier, bei dem nur ein fünfter Rang belegt wurde. Dennoch war das Jahr für Argentinien durch den Gewinn einer ersten Beachhandball-Goldmedaille auf Weltebene bei den Olympischen Jugendspielen in Eliges' Geburtsort Buenos Aires ein voller Erfolg. In das Ziel Gold wurde in den Jahren zuvor viel Energie gesteckt, das sich in den folgenden Jahren auch in der A-Nationalmannschaft bemerkbar machen sollte.

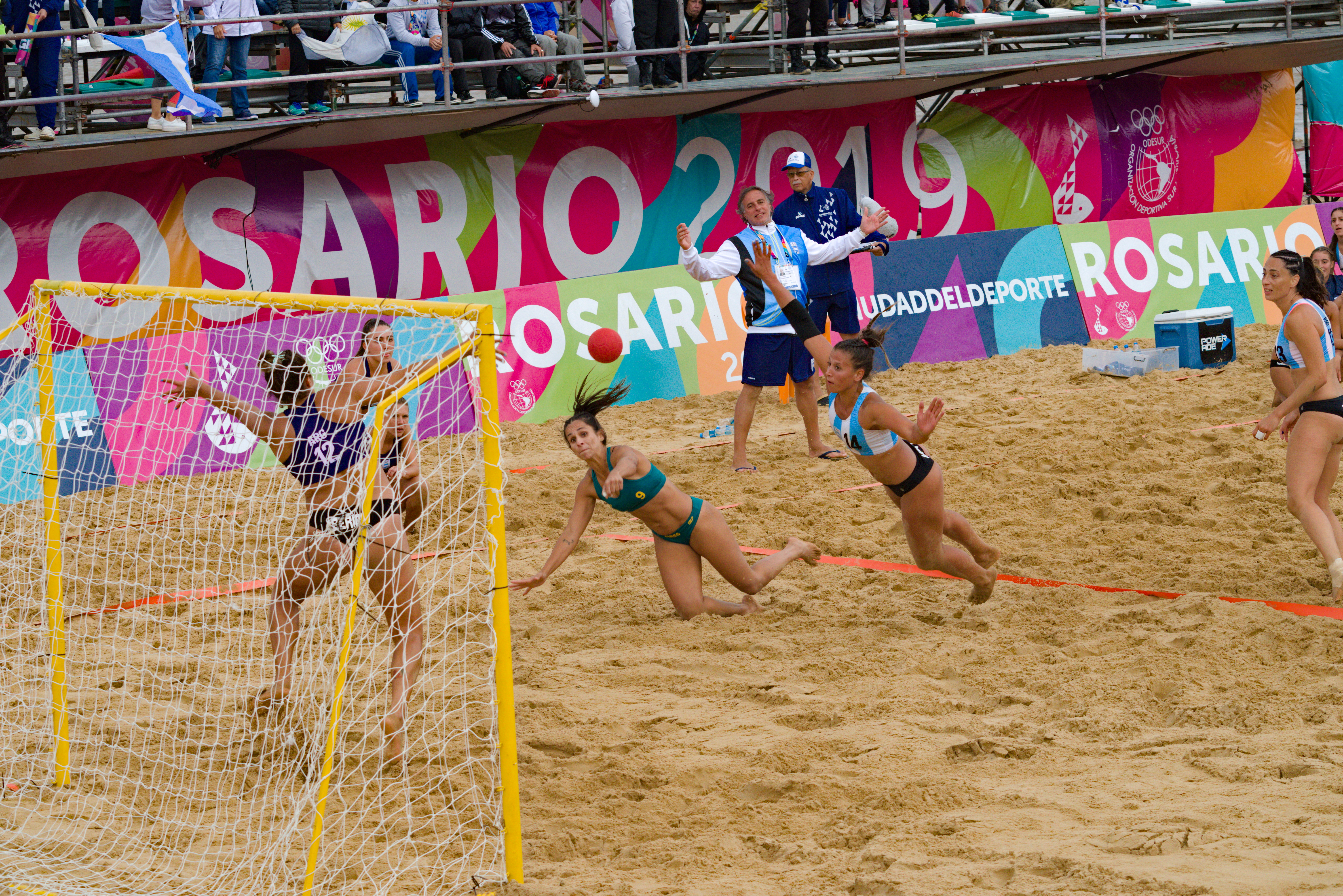
Mamet (#14) versucht im Finale der South-American Beach Games 2019 eine Brasilianerin am Torwurf zu hindern

2019 wurde Mamet zu zwei der drei Turniere des Jahres eingeladen. Nur wenige Monate nach dem olympischen Erfolg fanden in Rosario, also wieder vor argentinischem Publikum, die South-American Beach Games 2019 an. Mit Caterina Benedetti, Gisella Bonomi, Fiorella Corimberto, Carolina Ponce und Zoe Turnes bestand die Hälfte der Mannschaft nun aus Spielerinnen, die in Buenos Aires Gold gewonnen hatten. Erneut wurde das Finale gegen Brasilien erreicht, doch nun konnte dieses auch erstmals siegreich gestaltet werden und Mamet gewann ihren ersten internationalen Titel. Im weiteren Jahresverlauf standen die ersten Süd- und Mittelamerikanische Meisterschaften an, für die sie nicht berufen wurde. Dort gelang die Qualifikation für die ersten World Beach Games, bei den Mamet wieder Teil der Mannschaft war, mit der sie Sechste wurde. Es war für längere Zeit das letzte internationale Turnier, da der internationale Spielbetrieb aufgrund der COVID-19-Pandemie zum Erliegen kam.
Für die Süd- und Mittelamerika-Meisterschaften 2022, die Weltmeisterschaften in Iraklio, Kreta, sowie die World Games in Birmingham (Alabama) gehörte Mamet zwar zum erweiterten Kader, wurde jedoch nie in das finale Aufgebot berufen.

### Vereinsebene
Gemeinsam mit ihren Nationalmannschaftskolleginnen Caterina Benedetti, María Florencia Allende, Rosario Soto, Lucila Balsas, Zoe Turnes sowie den Schwestern Fiorella und Micaela Corimberto gewann sie im Januar 2020 den IFES Fly Summer Cup in Montevideo.

## Erfolge
| World Beach Games - 2019: 6. Weltmeisterschaften - 2016: 7. | Südamerikanische Beach Games - 2019: 1. IFES Fly Summer Cup - 2020: 1. |